# De ödeslösa
De ödeslösa är det svenska viking metal/folk metal-bandet Thyrfings sjunde studioalbum. Albumet utgavs mars 2013 av skivbolaget NoiseArt Records.

## Låtlista
1. "Mot Helgrind" – 6:10
2. "Fordom" – 5:49
3. "Veners förfall" – 5:05
4. "Illvilja" – 5:35
5. "Kamp" – 4:51
6. "Relik" – 5:55
7. "Vindöga" – 6:16
8. "De ödeslösa" – 6:46

- Text: Patrik Lindgren (spår 1, 8), Joakim Kristensson (spår 4–6), Jens Rydén (spår 2, 3), Dennis Ekdahl (spår 4)
- Musik: Patrik Lindgren (spår 1–4, 6, 8), Peter Löf (spår 1, 3, 6), Fredrik Hernborg (spår 1, 7), Jens Rydén (spår 2), Joakim Kristensson (spår 5), Kimmy Sjölund (spår 6), Dennis Ekdahl (spår 7)

## Medverkande
Musiker (Thyrfing-medlemmar)
- Jens Rydén – sång
- Patrik Lindgren – gitarr
- Jocke Kristensson – basgitarr
- Dennis Ekdahl – trummor
- Peter Löf – synthesizer
- Fredrik Hernborg – gitarr

Bidragande musiker
- Kimmy Sjölund – basgitarr
- Toni Kocmut – bakgrundssång

Andra medverkande
- Thyrfing –  producent, ljudtekniker, ljudmix
- Joy Deb – ljudtekniker
- Jens Bogren – ljudmix, mastering
- Costin Chioreanu – omslagsdesign, omslagskonst
- Peter Löf – logo